# Mânio Acílio Glabrião (cônsul em 154 a.C.)
Mânio Acílio Glabrião (em latim: Manius Acilius Glabrio) foi um político da gente Acília da República Romana eleito cônsul sufecto em 154 a.C. depois da morte de Lúcio Postúmio Albino e teve como colega Quinto Opímio. Era filho de Mânio Acílio Glabrião, cônsul em 191 a.C..

## Carreira
Em 181 a.C., foi nomeado duúnviro aedi dedicandae com Lúcio Pórcio Licino para consagrar, por ordem do Senado, o Templo da Piedade prometido por seu pai no Fórum Holitório. Ele havia prometido este templo no dia de seu encontro com Antíoco III na Batalha de Termópilas (191 a.C.) e Glabrião depositou ali uma estátua equestre de seu pai, a primeira estátua dourada de Roma. Seu colega ficou responsável por dedicar o Templo de Vênus Ericina, perto da Porta Colina. Depois disto, foi edil curul em 165 a.C. com Marco Fúlvio Nobilior e organizou os Jogos Megalenses daquele ano, ocasião na qual a peça Andria, de Terêncio, foi representada pela primeira vez. Em 157 a.C., foi pretor e, finalmente, três anos mais tarde, foi eleito cônsul sufecto para ocupar a vaga de Lúcio Postúmio Albino, supostamente envenenado por sua esposa.